# George Keogan
George E. Keogan (Detroit Lakes, 8 marzo 1890 – South Bend, 17 febbraio 1943) è stato un allenatore di pallacanestro statunitense, membro del Naismith Memorial Basketball Hall of Fame dal 1961.